# Trichotosia gjellerupii
Trichotosia gjellerupii är en orkidéart som beskrevs av Walter Kittredge. Trichotosia gjellerupii ingår i släktet Trichotosia och familjen orkidéer. Inga underarter finns listade i Catalogue of Life.